# قائمة زملاء الجمعية الملكية المنتخبين في 1689
هذه الصفحة تعرض قائمة زملاء الجمعية الملكية المُنتخبين لعام 1689.

## الزملاء
- William Stanley (priest) [الإنجليزية]‏
- جوزيف رافسون